# Wissadula chapelieri
Wissadula chapelieri là một loài thực vật có hoa trong họ Cẩm quỳ. Loài này được (Baill.) Baker f. miêu tả khoa học đầu tiên năm 1893.